# Памфил из Капуи
Памфи́л (лат. Pamphilus; умер в 409) — святой, епископ Капуи. День памяти — 7 сентября.
Памфил был греком. Он отличался большой мягкостью и любовью к ближнему. Именно во времена епископства Памфила в Капуе прошёл пленарный Синод (Sinodo plenario) всей Западной церкви, созванном папой римским Сирицием на Рождество 391 года, на котором председательствовал архиепископ Милана и учитель Церкви святой Амвросий Медиоланский. Современник Панфила, святой епископ Ноланский Павлин, вспоминал его как святейшего и почтеннейшего по жизни и по возрасту (santissimo, venerabile per vita e per età).
Преемником Памфила на кафедре был святой Руфин.
В 767 году лангобардский герцог Арехис II перенёс мощи святого Памфила в Беневенто, где они находятся до сих пор в древней церкви Святой Софии.